# 吳惟忠
吳惟忠（？—？），字汝誠，號雲峰，浙江義烏吳坎頭人，明朝軍事人物。

## 生平
吳惟忠中武舉，擔任把總。1561年（嘉靖四十年），他隨戚繼光首戰倭寇於台州，在花街、白水洋、小藤嶺的戰鬥中都獲勝。後來他跟隨戚繼光救援福建，在橫嶼之戰中立下了首功。
1568年（隆慶二年），被調往薊鎮，負責防禦北方的蒙古人。1571年（隆慶五年），因為修築長城的功勞，被提拔為標下右營遊擊將軍，再升沌營標下左營遊擊。1576年（萬曆四年），被提拔為山海參將。1591年（萬曆十九年）壬辰倭亂爆發後，授石匣遊擊，轉海防參將，總督南兵，前往救援朝鮮。他與錢世楨一起，率領明軍參加了第四次平壤之戰。吳惟忠負責攻打平壤城北的牡丹峰，被日軍的鳥銃擊中左脅負傷，但仍然奮呼督戰，因功被提拔為海防加銜副總兵。
在1597年的丁酉再亂中，他奉命鎮守忠州。戰爭結束後，於萬曆二十七年（1599年）三月升任為都督僉事。次年因年老病殘辭職，竟被免職回家。後蒙應天府巡撫辯護，才改任應天軍門標將。他堅持不受，遂隱居夏演裹金岩穀間。